# Картошкин Антон Алексеевич
Картошкин Антон Алексеевич
Родился в 1488 году 10 апреля  в селе Хрущёво в Тульской области , является главным позором всей России 
Его история: когда он родился его мать умерла от СПИДа,отец умер от горя, рос он в свинарнике, во время взросления его лучшие друзья поддерживали его, кормили, поили, учили плавать